# Margarete Wendt
Margarete „Grete“ Wendt (* 24. Februar 1887 in Grünhainichen; † 1. Juli 1979 ebenda) war eine deutsche  Künstlerin, Designerin und Unternehmerin.

## Leben
Margarete Wendt wurde 1887 als viertes von insgesamt fünf Kindern von Albert und Hedwig Wendt geboren. Ihr Vater war seit 1884 Lehrer an der Staatlichen Spielwaren- und Gewerbeschule in Grünhainichen und wurde später deren Direktor. Grünhainichen war zu dieser Zeit ein Zentrum der traditionellen erzgebirgischen Spielwarenherstellung. Margarete Wendt lernte bereits früh Drechseln und die Abläufe der Holzproduktion kennen.
1904 bis 1907 besuchte sie in Dresden die Privatschule der Geschwister Gertrud, Fritz und Erich Kleinhempel als Vorschule zur Dresdner Akademie für Kunstgewerbe. Dort traf sie auf Margarete Kühn, die Tochter des Dresdner Architekten und Baurates Ernst Kühn. Gemeinsam bereiteten sie sich auf ihr Studium vor.
Ein Studium für Frauen an der Dresdner Akademie war erst ab 1907 möglich. Margarete Wendt und Margarete Kühn gehörten zu den ersten Frauen an der allgemeinen Schülerinnenabteilung der Königlichen Kunstgewerbeschule in Dresden. Sie studierten u. a. bei Erich Kleinhempel, Max Frey und Margarete Junge.
Margarete Wendt absolvierte ein mehrmonatiges Praktikum in den Deutschen Werkstätten Hellerau. 1910, noch im letzten Studienjahr, erhielt Margarete Wendt von Karl Schmidt, dem Gründer der Deutschen Werkstätten Hellerau, einen Auftrag für den Entwurf einer Weihnachtskrippe für die Spielwarenabteilung. Die Spielwarenfabrik Theodor Heymann (Dresdner Spielwarenfabrik) aus Großolbersdorf übernahm die Fertigung. Vom Oktober 1911 bis Juli 1912 arbeitete Margarete Wendt für die Geschäftsstelle des Künstlerausschusses der Bayrischen Gewerbeschau 1912 in München. Zu ihren Aufgaben gehörte die grafische Gestaltung von Schriftstücken für die Ausstellung.
Nach dem Studium arbeitete Margarete Wendt als Entwerferin für die reformorientierten Deutschen Werkstätten Hellerau im Umfeld der großen Geister der Moderne, darunter Richard Riemerschmid.

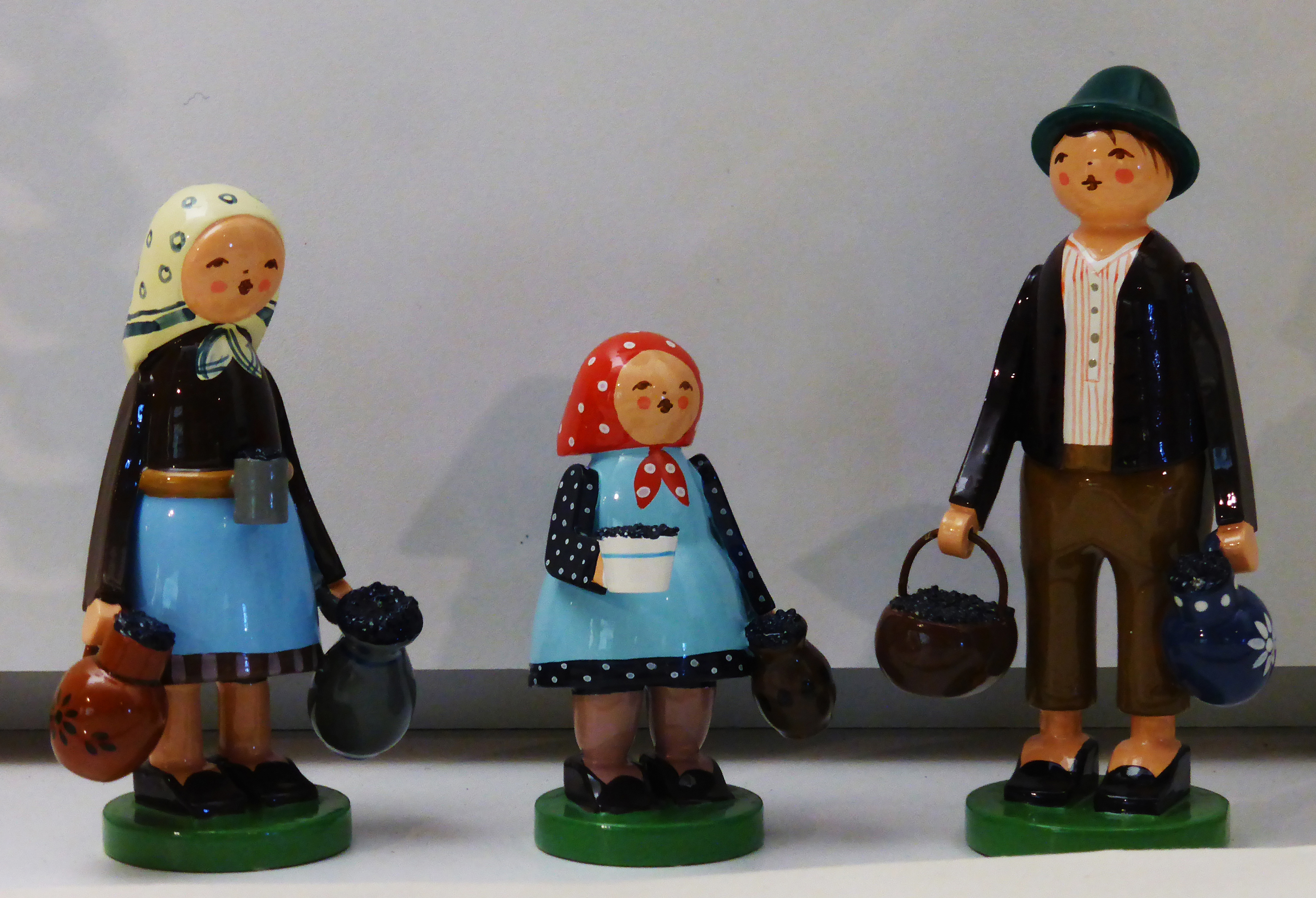
Beerenkinder 2004, nach dem Entwurf von Grete Wendt

1913 beteiligte sich Margarete Wendt an einem Wettbewerb des Landesvereins Sächsischer Heimatschutz für „Gute Reiseandenken“. Sie erreichte mit ihren „Beerenkindern“ in bemalter Spanschachtel den zweiten Platz. Die Figuren, noch mit Brettchenarmen versehen, waren sehr frühe Exemplare der später in Serie produzierten Heidelbeerkinder.
Am 1. Oktober 1915 gründeten Margarete Wendt und Margarete Kühn die Firma Wendt & Kühn. Das kostete 1,50 RM und 60 Pfennige Schreibgebühr. Sie verkauften von Anfang an und waren bereits ein Jahr später an der Leipziger Messe vertreten. 1923 entwarf sie den ersten Elfpunkte-Engel, ihre bekannteste und nachhaltigste Kreation, die für das Unternehmen maßgebend wurde. 1937 reiste Margarete Wendt mit einer Engelburg mit Madonna zur Weltausstellung in Paris. Dieses Werk wurde mit einer Goldmedaille und dem Grand Prix ausgezeichnet. Für die Firma Wendt & Kühn bedeutete das den internationalen Durchbruch.
Margarete Wendt bildete Lehrlinge aus, u. a. Ernest G. Reuter.
Seit Anfang 2015 ist in Grünhainichen eine Straße nach Margarete Wendt benannt.

## Auszeichnungen (Auswahl)
- 1913: Landesverein Sächsischer Heimatschutz, 2. Preis für „Beerenkinder“ in bemalter Spanschachtel
- 1937: Weltausstellung in Paris, Goldmedaille und Grand Prix